# Aja (Pornodarstellerin)

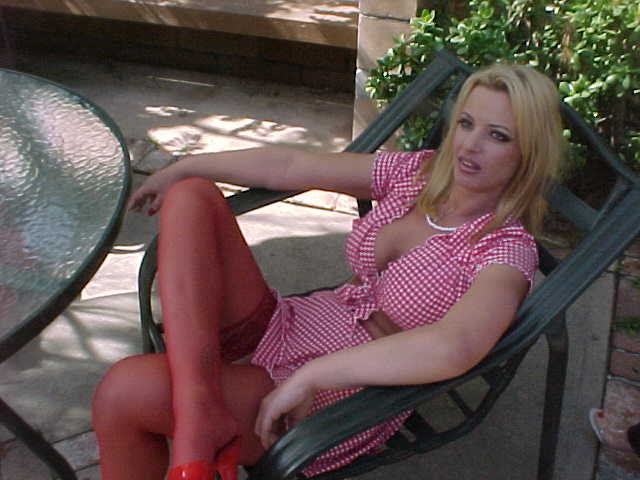
Aja (2000)

Aja (* 14. Juli 1963 in Westbrook, Maine, als Barbara Lynn Tanguay; † 18. September 2006 in Mexiko) war eine US-amerikanische Pornodarstellerin, die auch unter dem Namen Lucia Luciano bekannt war. Ihren Künstlernamen, der sich wie Asia ausspricht, entlieh sie dem gleichnamigen Album der Jazz-Rock-Band Steely Dan.
Im Jahr 1994 veröffentlichte Carnal Comics einen biografischen Erwachsenen-Comic über Aja.
Aja war ab 2000 Inhaberin und Produzentin des Unternehmens Pleasure Dome Productions, das sich auf die Produktion von Pornofilmen spezialisiert hatte.
Als Darstellerin war Aja an mehr als 170 homo- und heterosexuellen Filmen beteiligt.
Sie hinterließ zwei Kinder.

## Auszeichnungen
- 1989: AVN Award Best New Starlet[4]
- 1989: XRCO Award Starlet of the Year[5]

## Belege
1. 1 2  Barbara L. Tanguay-Emert. Portland Press Herald, 20. Oktober 2006, archiviert vom Original (nicht mehr online verfügbar) am 5. November 2013; abgerufen am 4. März 2023 (englisch).
2. ↑  Aja in der Adult Film Database (englisch), abgerufen am 24. Januar 2014
3. ↑  Jay Allen Sanford: Local Comic Publisher Reveals the Secrets of Carnal Success. San Diego Reader, 8. September 2007, abgerufen am 4. März 2023 (englisch).
4. ↑  Winners of AVN Awards 1989.
5. ↑  Winners of XRCO Awards 1989.

| Personendaten    | Personendaten                                        |
| ---------------- | ---------------------------------------------------- |
| NAME             | Aja                                                  |
| ALTERNATIVNAMEN  | Holder, Barbara; Luciano, Lucia; Cunningham, Barbara |
| KURZBESCHREIBUNG | US-amerikanische Pornodarstellerin und -produzentin  |
| GEBURTSDATUM     | 14. Juli 1963                                        |
| GEBURTSORT       | Westbrook, Maine, Vereinigte Staaten                 |
| STERBEDATUM      | 18. September 2006                                   |
| STERBEORT        | Mexiko                                               |